# 9 to 5 (песня Долли Партон)
«9 to 5» (с англ. — «С девяти до пяти») — песня, записанная американской певицей Долли Партон. Она сначала прозвучала в фильме «С девяти до пяти» и саундтреке к нему, а вышла как сингл 10 ноября 1980 года. Позднее песня вошла в её двадцать третий студийный альбом 9 to 5 and Odd Jobs, релиз которого состоялся в декабре 1980 года. Автором песни стала сама Партон, продюсером выступил Грег Перри.
Композиция получила положительные отзывы и стала неофициальным гимном для офисных работников в США (название означает время работы с девяти часов утра и до пяти вечера).
Песня была номинирована на Оскар в категории «Лучшая оригинальная песня в фильме» (1981 год) и на премию «Золотой глобус» («Лучшая песня», а сама певица также в номинациях «Лучшая комедийная актриса», и «Лучший дебют»). В 1981 году получена награда People's Choice Award в номинации «Favorite Song from a Motion Picture», а в 1982 было две награды Грэмми (из четырёх номинаций) в категориях «За лучшую кантри-песню» и «За лучшее женское вокальное кантри-исполнение».
Это была первая песня Долли, попавшая на первое место американском хит-параде Billboard Hot 100. Также она возглавила кантри-чарт Hot Country Singles в 13-й раз.

## Коммерческий успех
В США песня «9 to 5» в январе 1981 года возглавила кантри-чарт Hot Country Singles журнала Billboard. В феврале 1981 года она достигла вершины в основном американском сингловом чарте Billboard Hot 100, а также в чарте Adult Contemporary. Сингл стал её первым чарттоппером в Hot 100 (вторым станет «Islands in the Stream»). 19 февраля 1981 года сингл был сертифицирован в золотом статусе за тираж 500,000 физических копий. 25 сентября 2017 года был получен платиновый сертификат. К февралю 2019 года было сделано 500,000 цифровых загрузок в США, то есть песня остаётся популярной и в цифровую эру XXI века.
В Великобритании песня достигла 47-го места в 1981 году. К июлю 2014 года её тираж составил 303,511 цифровых копий. К 2017 году было 340,800 цифровых загрузок и 8,46 стриминговых потоков.

## Награды и номинации
| Год  | Награда                                                | Работа   | Категория                                  | Результат | Ссылка      |
| ---- | ------------------------------------------------------ | -------- | ------------------------------------------ | --------- | ----------- |
| 1981 | Nashville Songwriters Association International Awards | «9 to 5» | Songwriter Achievement Award               | Победа    |             |
| 1982 | Грэмми                                                 | «9 to 5» | Лучшее женское вокальное кантри-исполнение | Победа    | [ 7 ] [ 8 ] |
| 1982 | Грэмми                                                 | «9 to 5» | Лучшая кантри-песня                        | Победа    | [ 7 ] [ 8 ] |
| 1982 | Грэмми                                                 | «9 to 5» | Лучшая песня года                          | Номинация | [ 7 ] [ 8 ] |
| 1981 | People's Choice Award                                  | «9 to 5» | Favorite Song from a Motion Picture        | Победа    |             |
| 1981 | Золотой глобус                                         | «9 to 5» | Лучшая песня                               | Номинация |             |
| 1981 | Оскар                                                  | «9 to 5» | Лучшая оригинальная песня в фильме         | Номинация |             |
| 1981 | BMI Awards                                             | «9 to 5» | Country Song of the Year                   | Победа    |             |
| 1981 | BMI Awards                                             | «9 to 5» | Pop Song of the Year                       | Победа    |             |
| 1981 | BMI Awards                                             | «9 to 5» | Country Award                              | Победа    |             |

## Чарты
| Чарт (1980—1981)                    | Высшая позиция |
| ----------------------------------- | -------------- |
| Австралия (Kent Music Report)       | 9              |
| Австрия (Ö3 Austria Top 40)         | 5              |
| Бельгия/Фландрия (Ultratop 50)      | 5              |
| Канада, CBC                         | 2              |
| Канада, Canadian RPM Country Tracks | 1              |
| Канада, Canadian RPM Top Singles    | 1              |
| Нидерланды (Single Top 100)         | 15             |
| Новая Зеландия (Recorded Music NZ)  | 9              |
| Южная Африка (Springbok Radio)      | 9              |
| Швеция (Sverigetopplistan)          | 6              |
| Великобритания UK Singles Chart     | 47             |
| США (Billboard Hot 100)             | 1              |
| США (Billboard Adult Contemporary)  | 1              |
| США (Billboard Hot Country Songs)   | 1              |
| ФРГ (GfK)                           | 46             |

| Чарт (1981)                     | Позиция |
| ------------------------------- | ------- |
| Австралия (Kent Music Report)   | 56      |
| Канада (RPM)                    | 6       |
| США, Billboard Year-End Hot 100 | 9       |

| Чарт (1958—2018)       | Позиция |
| ---------------------- | ------- |
| США, Billboard Hot 100 | 468     |

| Регион                                                                      | Сертификация  | Продажи   |
| --------------------------------------------------------------------------- | ------------- | --------- |
| Канада (Music Canada)                                                       | Золотой       | 75 000^   |
| Дания (IFPI Danmark)                                                        | Золотой       | 45 000    |
| Великобритания (BPI)                                                        | 3× Платиновый | 1 800 000 |
| США (RIAA)                                                                  | Платиновый    | 1 000 000 |
| Данные о продажах + прослушиваниях приведены только на основе сертификации. |               |           |